# Bärenspieß

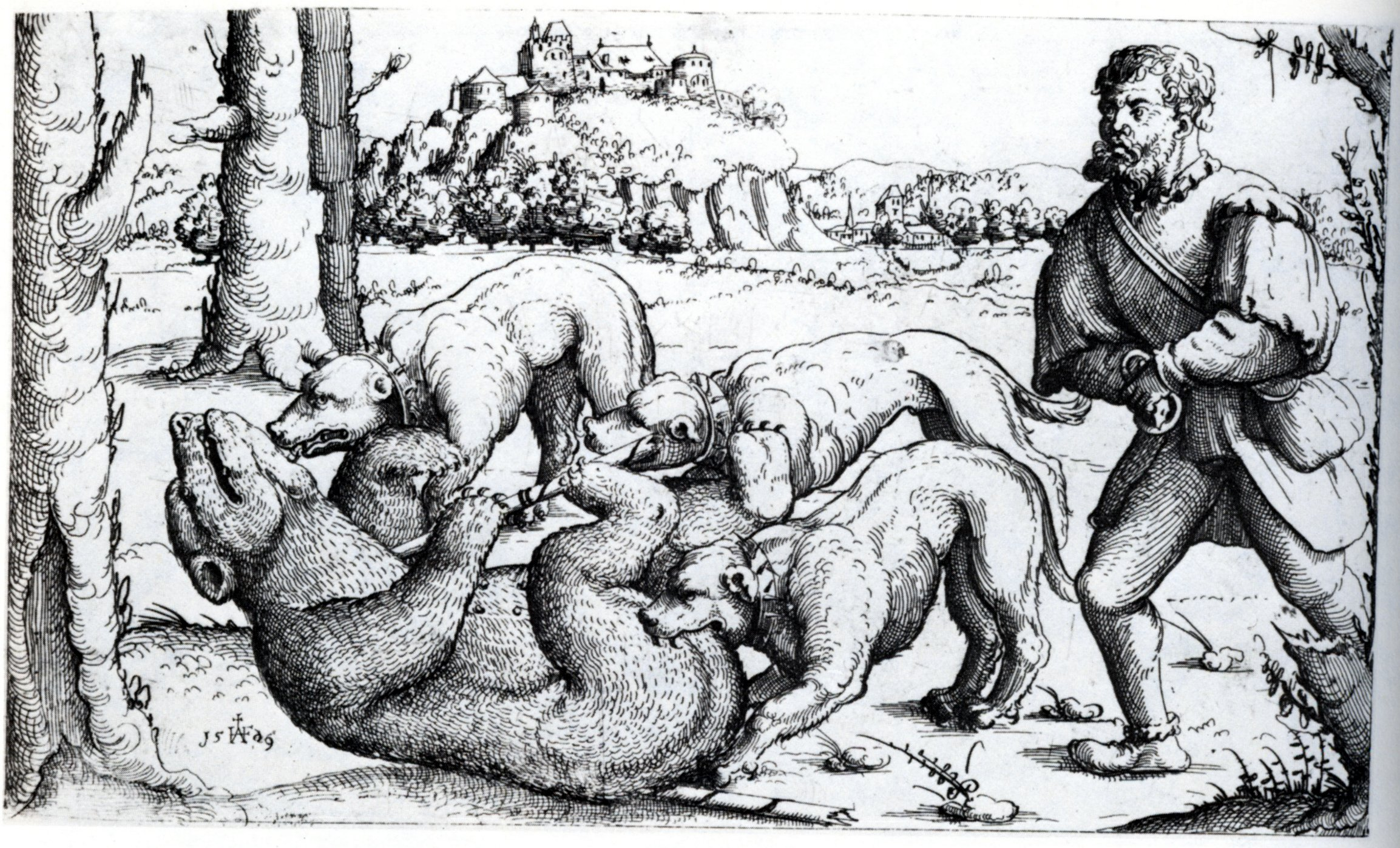
Jagdszene: Bärenspieß bei der Jagd gebrochen

Der Bärenspieß (auch Bäreisen) ist eine historische Blankwaffe, die zur Jagd auf Bären bestimmt ist.

## Beschreibung
Der Bärenspieß ist ein Spieß, der zu historischen Jagdwaffen zählt. Die Klinge ist breit und zweischneidig. Zwischen Klinge und Schaft ist ein kräftiger Knebel angebracht, der ein zu tiefes Eindringen der Waffe verhindert. Der bis zu zwei Meter lange Schaft ist üblicherweise kreuzweise mit Schnüren umwickelt, um die Griffigkeit zu gewährleisten.
In der Oekonomischen Encyklopädie von Johann Georg Krünitz (1773–1858) steht dazu:

„Fang=Eisen, Fr. Vouge, bey den Jägern, ein starker Spieß mit einem Knebel, wilde Schweine, Bären und Wölfe damit abzufangen, d. i. todt zu stechen; die Feder, Schweinsfeder, das Saueisen, der Sauspieß. Es ist ein großer Unterschied unter den Fangeisen. Denn, man hat breite Bäreisen, und schmälere Saueisen, daran entweder Schäfte von Eberäschenholz, welche in der Saftzeit verkerbet worden, daß Knorren daran gewachsen sind, oder Schäfte von gutem zähen Büchen= oder Birkenholze gemacht sind. Um solche Schäfte werden rothe und schwarze schmale Riemchen gewunden, welche mit gelben oder weißen Zwecken befestigt sind. Dieses Fangeisen muß auf 1 1/2 oder 2 Spannen zurück einen Knebel haben, wie ein Kreutz, damit das angefaßte Schwein, wenn es getroffen wird, weiter nicht, als bis auf den Knebel, an den Mann dringen könne. Mit der linken Hand muß es regiert, und von der rechten nachgedrückt, die Füße aber von dem Jäger also gesetzet werden, daß der linke Schenkel unter der linken, und der rechte unter der rechten Hand ganz fest, stark und unverrückt stehe, und das meiste Absehen auf des Schweines Kopf und seine Bewegung habe. So muß auch der Fang zwischen den Vorderläufen und dem Halse gleich zum Herzen geschehen.“

## Abgrenzung
Der Bärenspieß wird (selten) als Symbol in der Heraldik (Hochmeister Friedrich von Sachsen) benutzt. Der Bärenspieß als Mahlzeit taucht gelegentlich in Kochbüchern oder Speisekarten auf.